# Robert Bonnaud
Pour les articles homonymes, voir Bonnaud (homonymie).
Robert Bonnaud, né le 13 novembre 1929 à Marseille et mort le 22 janvier 2013 à Paris 13e, est un historien et militant anticolonialiste français, qui a joué un rôle important dans la lutte contre la guerre d'Algérie.

## Biographie

### Origines familiales et formation
Robert Bonnaud est issue d'une famille modeste : son père est contremaître aux Aciéries du Nord et sa mère marchande de légumes. Brillant élève, il accède aux études secondaires comme boursier au lycée Périer, où il fait la connaissance de Pierre Vidal-Naquet. Le 15 mai 1944, il participe au sauvetage de son ami, au moment où ses parents sont arrêtés comme Juifs et envoyés à Drancy, puis à Auschwitz.
Issu d'une famille communiste, il devient membre du PCF au cours de ses études d'histoire, en 1948.
Après un échec à l'oral en 1950, il est reçu à l'agrégation d'histoire en 1952 et est nommé professeur au lycée de Mende en Lozère ; après son service militaire (1953-1954), il est nommé au lycée Périer.

### La guerre d'Algérie
En 1956, il fait partie des réservistes rappelés en Algérie, après l'arrivée au pouvoir de Guy Mollet. Les 25 et 26 octobre 1956, il participe à une « opération » au Djebel Bou Kammech dans le massif des Nemencha, qui le confirme dans son opposition à la guerre d'Algérie.
Après son retour en France, sur les conseils de Pierre Vidal-Naquet, il propose son témoignage à la revue Esprit : l'article « La paix des Nementchas », publié en avril 1957, donne des exemples précis de tortures pendant les interrogatoires de suspects, de violences systématiques contre les prisonniers, puis décrit l'opération du 25 octobre avec le massacre des fellaghas restés sur le terrain après un engagement.
Il quitte le Parti communiste au début de cette année 1957, mais s'engage dans des activités de soutien au FLN. Arrêté en juin 1961, il est incarcéré à la prison des Baumettes et libéré en juin 1962, deux mois après les accords d'Évian. Il est réintégré dans l'Éducation nationale en 1964 et amnistié en 1966.

### Carrière ultérieure
En 1964, il est nommé au lycée Michelet de Vanves (Hauts-de-Seine), puis entre en 1974 dans l'enseignement supérieur à l'université Paris-VII, sous le patronage de Jean Chesneaux. Il obtient le doctorat grâce à une thèse sur travaux. Il élabore une théorie de l'histoire qui en fait « le plus scientiste des théoriciens contemporains de l'histoire » (Pierre Vidal-Naquet).
Durant cette période il publie de nombreux articles en tant que critique historique de La Quinzaine littéraire.
Concernant ses travaux sur la guerre d'Algérie, Guy Pervillé y voit un exemple d'« histoire militante [qui] s’enferme dans le cercle de ses sympathies ».
En février 1979, il fait partie des 34 signataires de la déclaration rédigée par Léon Poliakov et Pierre Vidal-Naquet pour démonter la rhétorique négationniste de Robert Faurisson.

### Vie privée
Il est le père de Frédéric Bonnaud, journaliste, et d'Irène Bonnaud, metteur en scène.
La famille Bonnaud a fait don de la bibliothèque et des archives de Robert Bonnaud à la Fondation Maison des sciences de l'homme. Les livres sont au sein de la Bibliothèque de la Fondation et les archives en traitement au Pôle Archives. Pour en savoir plus sur les travaux et ouvrages de Robert Bonnaud, le Pôle des Dons et le Pôle Archives ont rédigé ensemble un billet sur la plate-forme Hypothèses.

#### Mort
Il meurt à l'âge de 83 ans le 22 janvier 2013 à Paris 13e, et est incinéré le 25 janvier au crématorium du cimetière du Père-Lachaise.

## Éléments de compréhension
En décembre 2002, Jean Zin écrivait de Robert Bonnaud :
« Tous les historiens du long terme ont été frappés par ces mouvements cycliques, tout en ayant le plus grand mal à en donner une explication satisfaisante, de même les cycles économiques sont une réalité pour les mathématiciens sans permettre aucune prévision à court terme pourtant. Il y a déjà une longue tradition de théoriciens des cycles longs (Simiand, Schumpeter, Kondratieff, Labrousse, Braudel, Chaunu, etc.) qui ont apporté de nombreux éléments, manifesté des correspondances. On pense souvent avec raison que ces théories sont insuffisantes et trop tentées par un certain dogmatisme ; disons qu'elles sont primitives, cela ne veut pas dire qu'elles sont complètement fausses. Chercher les pôles des tournants historiques n'est pas une entreprise vaine mais indispensable pour tirer les leçons de notre histoire. Mesurer les rythmes et les périodes n'est pas tomber dans la numérologie ou l'astrologie, à condition de distinguer les substrats biologiques respectifs des différentes temporalités ou la répétition d'une succession de séquences logiques. L'étude des séries statistiques est aussi nécessaire que du temps de Labrousse. C'est la seule façon de prévoir son avenir alors que la ligne droite égare et nous livre, tout éperdu, au prochain effondrement.
Le projet de Robert Bonnaud est donc, non seulement un projet légitime mais c'est le projet historien même, encore dans son enfance. Il insiste assez sur ses incertitudes pour qu'on ne lui fasse pas grief des approximations de sa théorie actuelle mais pour qu'on engage un plus grand nombre d'historiens à se risquer sur le terrain théorique. L'originalité de Robert Bonnaud est de privilégier les tournants mondiaux qui sont assez nombreux et très significatifs. La question de l'unité du monde humain est ainsi posée, bien que la réponse, entre diffusionnisme et développement autonome, me semble mal posée car il y a assez de contacts pour qu'une contagion se produise et pas assez pour se passer d'une réappropriation autonome. Cette unité sera bien exotique pour la plupart qui ignorent l'histoire de la Chine notamment et dont pourtant Braudel avait déjà remarqué le parallélisme avec l'histoire de l'Europe. C'est pourtant aujourd'hui que la noosphère de Teilhard de Chardin est devenue réelle sous la forme du Web. Ce n'est pas forcément le fait que ces tournants soient mondiaux qui doit nous retenir, dans un premier temps, mais le fait que cela permet de faire un premier tri dans les événements historiques simplifiant les premières approches. »

## Publications
- Itinéraire, préface de Pierre Vidal-Naquet, Paris : Éditions de Minuit, coll. « Documents », 1962 (réédité en février 2012  (ISBN 978-2-7073-0480-3)).
- Le Système de l'histoire, Paris : Fayard, 1989.
- Les Alternances du progrès. I. Une histoire sans préférences, Paris : Kimé, 1992.
- Les Tournants du XXe siècle. Progrès et régressions, Paris : L'Harmattan, 1992,  (ISBN 2-7384-1444-3).
- Les Succès de l'échec. Où va l'histoire?, Paris : Arcantère, 1993.
- La Morale et la raison, Paris : Kimé, 1994.
- Et pourtant elle tourne !, Paris : Kimé, 1995.
- L'Histoire, le progrès, le communisme. Théories et confidences, Paris : Kimé, 1997.
- Tournants et périodes. Essai sur les durées historiques et les années récentes,  Kimé, Paris, 2000.
- Histoire et historiens de 1900 à nos jours : l'histoire nouvelle. Au-delà de l'histoire, Paris : Kimé, 2001.
- La Cause du Sud. L'Algérie d'hier et d'aujourd'hui, la Palestine, les nations… Écrits politiques 1956-2000, Paris : L'Harmattan, 2001,  (ISBN 2-7475-0200-7).
- Victoires sur le temps. Essais comparatistes. Polybe le Grec et Siman Qian le Chinois,  Condeixa : La Ligne d'ombre, 2007,  (ISBN 978-2-9528603-1-4).